# Symbol (album)
Symbol – album zespołu Aion wydany w 2001 roku nakładem wytwórni Metal Mind.

## Lista utworów
Opracowano na podstawie materiału źródłowego.
1. „Whispers” – 04:35
2. „Image” – 04:59
3. „Unfulfield Hope” – 05:04
4. „Symbol” – 03:39
5. „The Black River” – 04:00
6. „The Way” – 05:59
7. „As Ice” – 04:40
8. „Craving” – 04:04
9. „Azure Landscape” – 05:09

## Twórcy
- Witalis Jagodziński – gitara basowa
- Daniel Jokiel – gitara
- Dominik Jokiel – gitara
- Mariusz Krzyśka – śpiew
- Marcin Żmuda – instrumenty klawiszowe
- Marcin Żurawicz – perkusja